# Камрань (місто)
Камрань (в'єт. Cam Ranh) — місто у провінції Кханьхоа, центр однойменного повіту у В'єтнамі. Розташований на березі глибоководної затоки Камрань, за 45 км від адміністративного центру провінції — Нячанга.
Є другим за величиною містом провінції. Розташований на березі Південно-Китайського моря біля бухти Камрань. Завдяки природним умовам порт Камрані вважається одним з найкращих глибоководних портів у світі. Біля міста знаходиться міжнародний цивільний аеропорт Камрань та військова база Камрань.
1941 року місто було захоплене японськими військами, які були вигнані 1945 року. Під час війни у В'єтнамі американські військові побудували великий комплекс постачання і військово-повітряну базу, яка використовувалася ВПС США, 1972 року база була передана армії Південного В'єтнаму. Місто і база були захоплені військами Північного В'єтнаму у квітні 1975 року. З 1979 по 2002 рік у Камрані розміщувалися військово-морська і військово-повітряна бази радянських, а потім російських військ.

## Адміністративний поділ
Повіт Камрань підрозділяється на 9 міських округів та 6 приміських комун.
Округи:
- Бангой (Ba Ngòi)
- Лок (Cam Lộc)
- Лой (Cam Lợi)
- Лін (Cam Linh)
- Туан(Cam Thuận)
- Фу (Cam Phú)
- Фукбак (Cam Phúc Bắc)
- Фукнам (Cam Phúc Nam)
- Нгья (Cam Nghĩa)

Комуни:
- Фуйокдонг (Cam Phước Đông)
- Тіндонг (Cam Thịnh Đông)
- Тінтай (Cam Thịnh Tây)
- Таннам (Cam Thành Nam)
- Ляп (Cam Lập)
- Бін (Cam Bình)

## Галерея

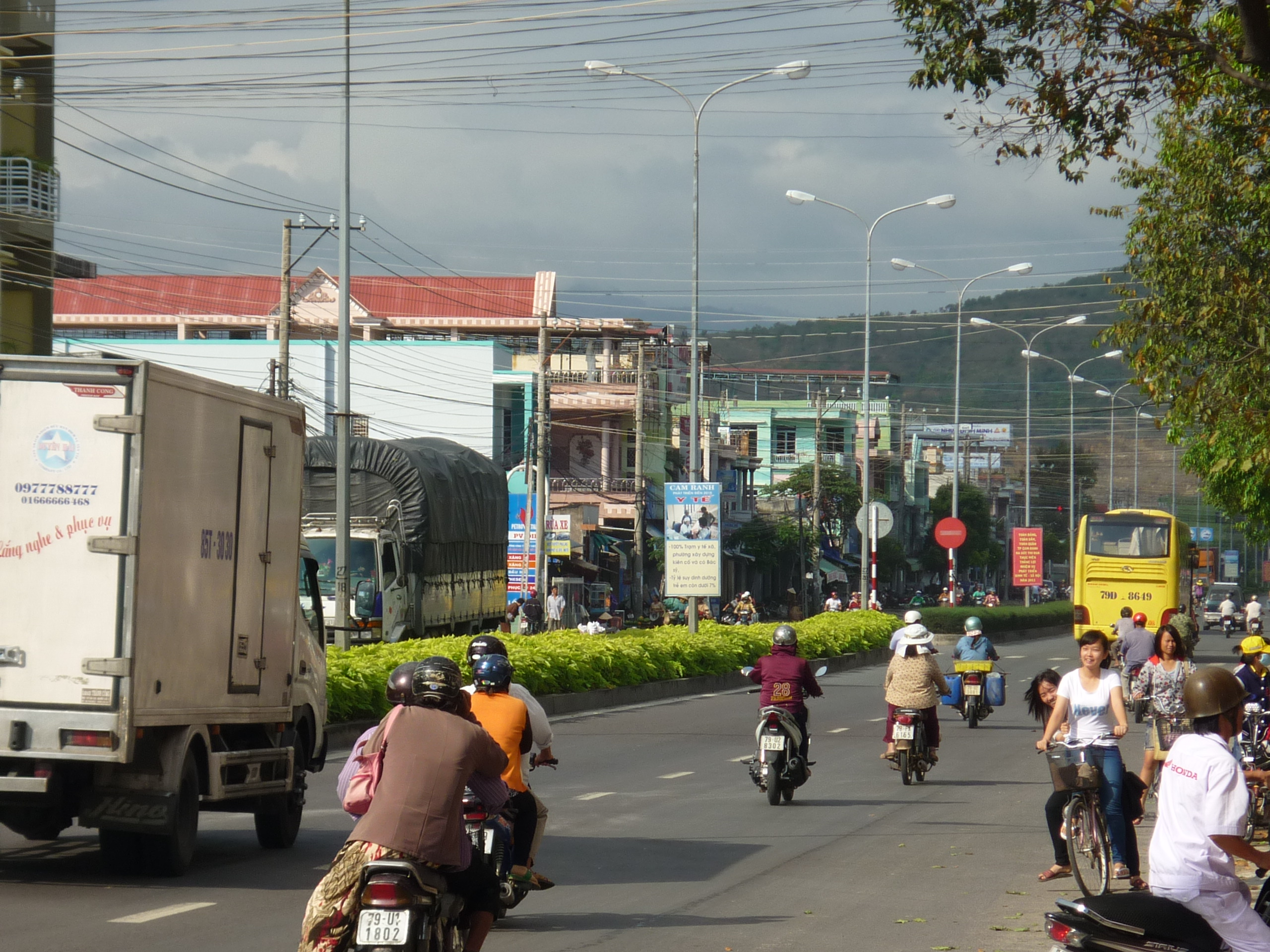
Вулиця у Камрані
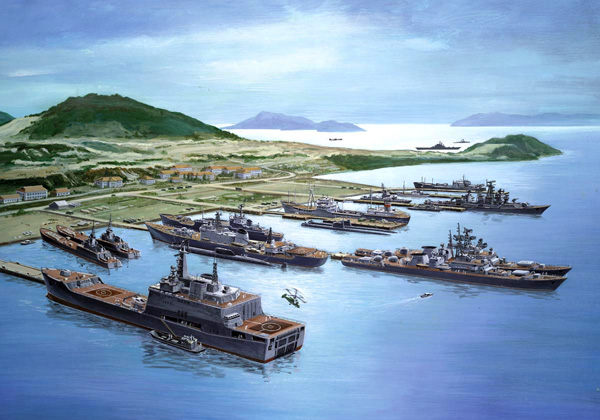
Затока Камрань з радянським військовим флотом. Плакат 1985 року